# Beauregard-Vendon
Beauregard-Vendon – miejscowość i gmina we Francji, w regionie Owernia-Rodan-Alpy, w departamencie Puy-de-Dôme.
Według danych na rok 1990 gminę zamieszkiwały 703 osoby, a gęstość zaludnienia wynosiła 96 osób/km² (wśród 1310 gmin Owernii Beauregard-Vendon plasuje się na 312. miejscu pod względem liczby ludności, natomiast pod względem powierzchni na miejscu 912.).